# Cambuci (ort)
Cambuci är en ort i Brasilien.   Den ligger i kommunen Cambuci och delstaten Rio de Janeiro, i den sydöstra delen av landet, 900 km sydost om huvudstaden Brasília. Cambuci ligger 53 meter över havet och antalet invånare är 9 395.
Terrängen runt Cambuci är kuperad norrut, men söderut är den platt. Närmaste större samhälle är São Fidélis, 18,7 km öster om Cambuci.
Omgivningarna runt Cambuci är huvudsakligen savann. Runt Cambuci är det ganska glesbefolkat, med 24 invånare per kvadratkilometer.